# Guy Robert (écrivain)
Pour les articles homonymes, voir Guy Robert.
Guy Robert, né le 7 novembre 1933 à Sainte-Agathe-des-Monts et mort le 16 octobre 2000 à Montréal, est un critique littéraire, historien, poète et essayiste québécois.

## Biographie
Il obtient une maîtrise en littérature de l'Université de Montréal sur l'œuvre d'Anne Hébert ainsi qu'un doctorat de l'université Paris-Nanterre en philosophie et histoire des arts.
Il est ensuite professeur dans plusieurs institutions dont le Collège Sainte-Marie, l'École des beaux-arts de Montréal, l'Université de Montréal, l'Université du Québec à Trois-Rivières et l'Université Carleton à Ottawa.
En 1961, le recueil de poésie Broussailles givrées entraîne son congédiement du Séminaire de Gaspé.
Il est aussi critique et historien de la littérature, ce qui lui vaut d'être invité à plusieurs émissions de radio et de télévision. Il s'engage au sein du premier comité de rédaction de la revue Maintenant et collabore régulièrement à ce périodique fondé par le dominicain Henri-Marie Bradet en 1962,,.
Il fonde en 1964 le Musée d'art contemporain de Montréal (MACM) et il en est le premier directeur, soit de 1964 à 1966. Il dirige ensuite l'Exposition internationale de sculpture contemporaine à l'Expo 67.
Le tout dernier livre de Guy Robert, consacré au peintre René Després, obtient la plus haute distinction lors de la remise du Gutenberg 1999, soit la médaille or pour la section Livre d'art.

## Publications
- Broussailles givrées, 1959, poésie
- Anne Hébert et sa poétique du songe, 1962 (thèse de M. A.) (OCLC 53760086)
- Pellan, sa vie et son œuvre, 1963
- Robert Roussil, (livre d'art), 1965
- Jean Paul Lemieux ; la poétique de la souvenance (essai), 1968
- Jérôme, un frère jazzé (essai), 1969
- Québec se meurt (poésie), 1969
- Riopelle ou La Poétique du geste (essai), 1970
- Albert Dumouchel ou La Poétique de la main (essai), 1970
- Borduas (essai), 1972
- L'Art au Québec depuis 1940 (essai), 1973  (ISBN 9780777700518)
- Lemieux (essai), 1975
- Marc-Aurèle Fortin, l'homme et l'œuvre (essai), 1976
- Borduas ou Le Dilemme culturel québécois (essai), 1977
- La Peinture au Québec depuis ses origines (essai), 1978
- Dallaire ou L'Œil panique (essai), 1980
- Riopelle, chasseur d'images (essai) 1981
- Art et non finito, esthétique et dynamogénie du non-finito, 1984
- Bellefleur ou La Ferveur de l'œuvre, 1988
- Carson ou Mouvement « Carsonisme », (livre d'art), 1993
- DESPRÉS ou La Reprise / DESPRÉS21, 2000

## Honneurs
- 1976 - Grand prix du livre de Montréal, Lemieux
- 1999 - Médaillé or 1999 du Grand prix Gutenberg pour livre d'art Guy Robert, Després éd. de luxe numérotée, ICONIA, 2000 (ISBN 9782920058675).

## Fonds d'archives
Un fonds d’archives Guy Robert est conservé au centre d’archives de Montréal de Bibliothèque et Archives nationales du Québec. Un fonds d’archives Guy Robert est également conservé à Bibliothèque et Archives Canada.